# Мамедова, Лятифа Адыль кызы
Мамедова Лятифа Адыль кызы (азерб. Lətifə Adil qızı Məmmədova; род. 19 августа 1961, Баку) — публицист, историк, политолог, библиотековед, директор Централизованной библиотечной системы Ясамальского района Главного управления культуры г. Баку Министерства культуры Азербайджанской Республики, кандидат исторических наук, доцент, член Объединения журналистов Азербайджана.

## Биография
Лятифа Мамедова родилась 19 августа 1961 года в г. Баку. После окончания исторического факультета Азербайджанского Государственного Университета (ныне Бакинского государственного университета) работала в комсомольских, партийных и советских органах.
В 1980-1989 гг. избиралась депутатом Бакинского городского Совета народных депутатов (XVII, XVIII, XIX созывов).
В 1985-1989 гг. избиралась депутатом Амираджанского поселкового Совета народных депутатов и ответ. секретарем Исполкома (XIX, XX созывов).
В 1989-1990 гг. работала инструктором Орджоникидзевского (Сураханского) райкома партии, затем была направлена на учебу в Бакинскую высшую партийную школу.
В 1992 году с отличием окончила Бакинский институт социального управления и политологии (БИСУП). По специальности – историк, политолог, преподаватель социально-политических дисциплин.
В 1992-1999 гг. работала в БИСУПе научным сотрудником, старшим преподавателем кафедры истории, одновременно занималась научной деятельностью.
В 1997 году защитила кандидатскую диссертацию на тему: «Деятельность армянских политических организаций в Азербайджане в 1918-1920гг.»
C 1999 по 2007 год преподавала в Академии Государственного управления при Президенте Азербайджанской Республики, одновременно в 2002-2004 гг. являлась заведующей Научной библиотекой и членом Учёного совета этого ВУЗа.
В декабре 2004 года была назначена на должность заведующего сектором библиотек Министерства культуры. В связи с ликвидацией министерства и реорганизацией его структуры в результате ликвидации Библиотечного сектора, в июне 2018 года была назначена на должность директора ЦБС Ясамальского района г. Баку.
С 2011 по 2018 год была председателем Азербайджанского комитета Программы ЮНЕСКО «Информация для всех».

## Научные работы
Автор свыше 100 статей и 5 книг по библиотечно-информационной сфере.
Автор, составитель, редактор, рецензент свыше 70 книг и 150 статей, в числе которых многотомные сборники о вкладе в культуру Азербайджана общенационального лидера азербайджанского народа Гейдара Алиева, президента Азербайджана Ильхама Алиева, первой леди Азербайджана Мехрибан Алиевой.

## Библиотечная деятельность
Создатель «Виртуальной библиотеки азербайджанской литературы».
Исполнительный директор первого и единственного в Азербайджане Национального Сводного каталога.
Автор проекта и генеральный директор Национального библиотечно-информационного центра АЗЛИБНЕТ.
Под ее руководством была успешно осуществлена Государственная Программа развития и модернизации библиотек Азербайджана.
Автор долгосрочных социальных проектов в социальных сетях "Kitabsevər uşaqlar" – «Дети-книголюбы» , "Sərhədsiz informasiya tribunası" – «Информация без границ», "Şair və yazıçı tribunası" – «Трибуна писателей и поэтов», "Mütaliə problemlərinin mətbuatda və sosial şəbəkələrdə müzakirəsi" – «Обсуждение проблем чтения в печати и социальных сетях» и  многих других, среди которых особое место занимают социальные проекты.
Участник многих международных форумов библиотек. Член Правления Международной Ассоциации ЭБНИТ. Член Объединения журналистов Азербайджана.

## Награды
Распоряжением Президента Азербайджана награждена медалью «За отличие на государственной службе», нагрудным знаком Министерства культуры и туризма Азербайджана «Почётный работник культуры», многочисленными Почётными грамотами, Благодарностями  и дипломами.

## Семья
Замужем. Имеет троих детей и двух внуков.